# شطيرة زبدة فول سوداني بالمربى
شطيرة زبدة الفول السوداني بالمربى (بالإنجليزية: peanut butter and jelly sandwich)‏ تحتوي على طبقة من زبدة الفول السوداني وطبقة من المربى على الخبز، وهي شطيرة شهيرة في الولايات المتحدة. أحيانا تتناول مفتوحة الوجه، شريحة بشريحة مثل الخبز المحمص. نوع المربى ينبغي أن يوازن نسيج زبدة الفول السوداني وحلاوتها، بينما الخبز ينبغي ألا يطغى محتوى الشطيرة. إذا لم ينتشر زبدة الفول السوداني على شريحتي الشطيرة، فقد تضحي الشطيرة منقوعة.

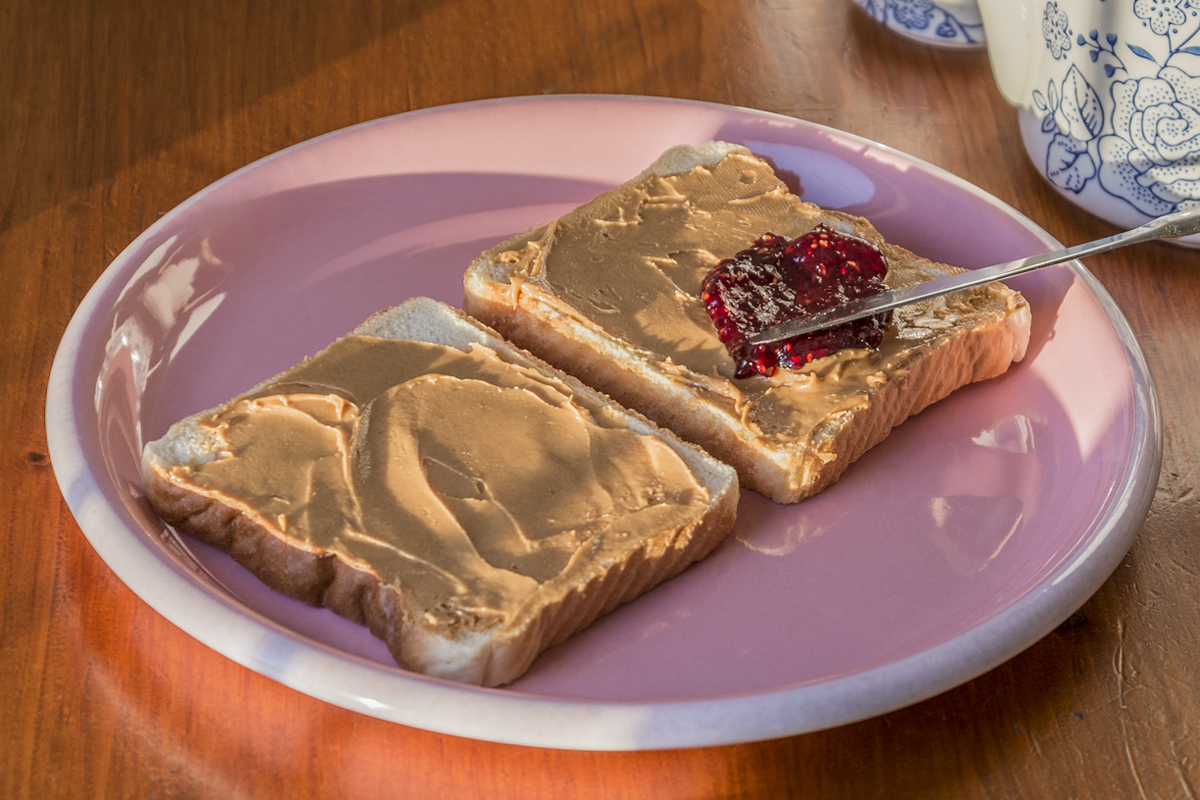
تحضير الشطيرة
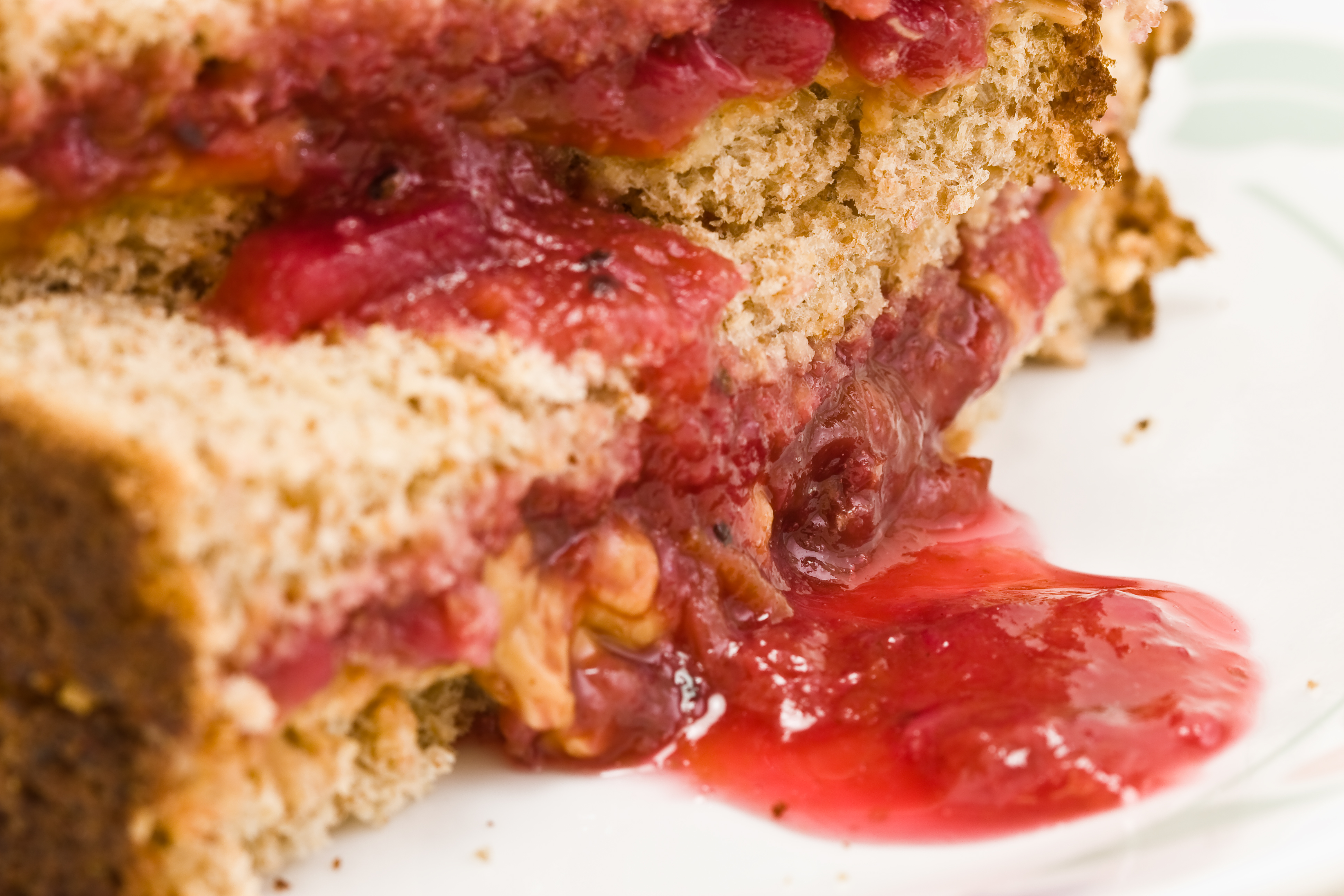
مشهد شطيرة "زبدة فول سوداني بالمربى" مقطوعة عن قرب

## روابط خارجية
- Fun peanut facts
- Keep your peanut-butter-and-jelly sandwich from getting soggy
- Grilled Peanut Butter and Jelly Sandwich
- History of Peanut Butter & Jelly Sandwich